# 図形
図形（ずけい、shape）は、一定の決まりによって定められる様々な形状のことであり、様々な幾何学における基本的な対象である。
ものの視覚認識によって得られる直観的な「かたち」を、まったく感覚によらず明確な定義と公理のみを用いて、演繹的に研究する論理的な学問としての幾何学の一つの典型は、ユークリッドの原論に見られる。ユークリッド幾何学においては、図形は定木とコンパスによって作図され、点、直線と円、また平面や球、あるいはそれらの部分から構成される。
1872年、クラインによって提出されたエルランゲン目録は、それまでの古典的なユークリッド幾何学、非ユークリッド幾何学、射影幾何学などの種々の幾何学に対して、変換という視点を通して統一的に記述することを目的とした。クラインのこの立場からは、図形は運動あるいは変換と呼ばれる操作に関して不変であるような性質によって記述される点集合のことであると言うことができる。
同時期にリーマンは、ガウスによって詳しく研究されていた曲面における曲率などの計量を基礎に、曲面をそれが存在する空間に拠らない一つの幾何学的対象として扱うことに成功し、リーマン幾何学あるいはリーマン多様体の概念の基礎を築いた。この立場において図形は、空間内の点集合という概念ではなく（一般には曲がったり重なったりした）空間そのものを指すと理解できる。